# 福玛拉诺
福玛拉诺是一种有机化合物，分子式C16H24O4，最初作为抗血管新生药物开发，后来发现对N-末端甲硫氨酸酶METAP2有抑制作用，可能用于治疗疟疾。